# NGC 225
NGC 225 es un cúmulo abierto en la constelación de Casiopea y esta a 2100 Años luz de distancia de la Tierra